# Hafen Heiligenhafen
Der Hafen von Heiligenhafen liegt nördlich der Altstadt von Heiligenhafen im Kreis Ostholstein an der Ostseeküste von Schleswig-Holstein zwischen dem Festland und der Halbinsel Graswarder.

## Geschichte
Die Ursprünge des Hafens liegen, wie auch die der Stadt Heiligenhafen, im 13. Jahrhundert. Seit jeher diente er der Fischerei und dem Gütertransport entlang der Ostseeküste sowie zur Insel Fehmarn. In der Zeit der dänischen Besatzung Heiligenhafens im 15. und 16. Jahrhundert erlangte er auch militärische Bedeutung.
Da die Zufahrt zum Hafen zum Versanden neigte, mussten größere Schiffe zeitweise vor der Ortmühle ankern und die Waren auf kleineren Schiffen in den Hafen getreidelt werden. Erst im 19. Jahrhundert erfolgte ein Ausbau des Hafens und eine Vertiefung der Fahrrinne. 1809 bis 1834 wurde die Südmole, 1838 die Nordmole errichtet. 1870 folgte die Westmole, hierfür wurde ein mit Steinen befülltes Schiffswrack zur Auffüllung und Stabilisierung versenkt. In dieser Zeit entstand auch die Holzbrücke zur Insel (Gras-)Warder. Eine Fährverbindung zur damals dänischen Insel Fehmarn sowie nach Nysted wurde eingerichtet und der Hafen diente dem beginnenden Fremdenverkehr.
1898 erhielt der Hafen eine Anbindung an die Kreis Oldenburger Eisenbahn, die bis Anfang der 1980er Jahre den Ort und den Hafen über Großenbrode mit Fehmarn und Oldenburg verband. Nach Ende des Zweiten Weltkrieges sperrte die britische Besatzungsmacht 1945 den Hafen und ließ die örtlichen Fischerboote versenken, um eine Flucht von in Heiligenhafen festgesetzten Kriegsgefangenen zu verhindern. Ab 1946 wurde das Fischereiwesen mit Unterstützung von Vertriebenen aus den deutschen Ostgebieten, die sich in der Stadt niedergelassen hatten, schrittweise wieder aufgenommen. 1949 wurde die Fischereigenossenschaft gegründet und 1953 war Heiligenhafen größter Fischlandeplatz der westdeutschen Ostseeküste.
1954 erfolgte ein weiterer Ausbau des Hafens. Die Nord- und Ostmole wurde erhöht und vergrößert, die Brücke zum Graswarder durch einen Damm ersetzt, der zugleich die Insel Graswarder mit dem Festland und der Halbinsel Steinwarder verband. 1955 entstand das 30 m hohe Hochsilo am Hafenbecken.
Mit steigender Bedeutung des Fremdenverkehrs erlangte der Hafen auch zunehmend touristische Bedeutung durch Angebote von Angel-,  Ausflugs- und Butterfahrten. Zwischen der Nordmole und dem zur Halbinsel gewordenen Graswarder entstand der Yachthafen. 1975 wurde erstmals das Hafenfest veranstaltet. In den 1970er Jahren wickelten bis zu 90 Fischereibetriebe ihre Fänge über die Fischereigenossenschaft ab.
2019 wurde an der Nordmole an einem eigens errichteten Steg der Museumshafen Heiligenhafen errichtet, in dem seither historische Boote und Schiffe besichtigt werden können. Träger ist der Verein Museumshafen am Warder e.V.

## Rettungsstation der DGzRS
Die Deutsche Gesellschaft zur Rettung Schiffbrüchiger (DGzRS) war ab 1900 und ist seit 1972 wieder mit einer Rettungsstation für die Seenotrettung im Hafen präsent und hat dazu ein Seenotrettungsboot stationiert.

## Galerie

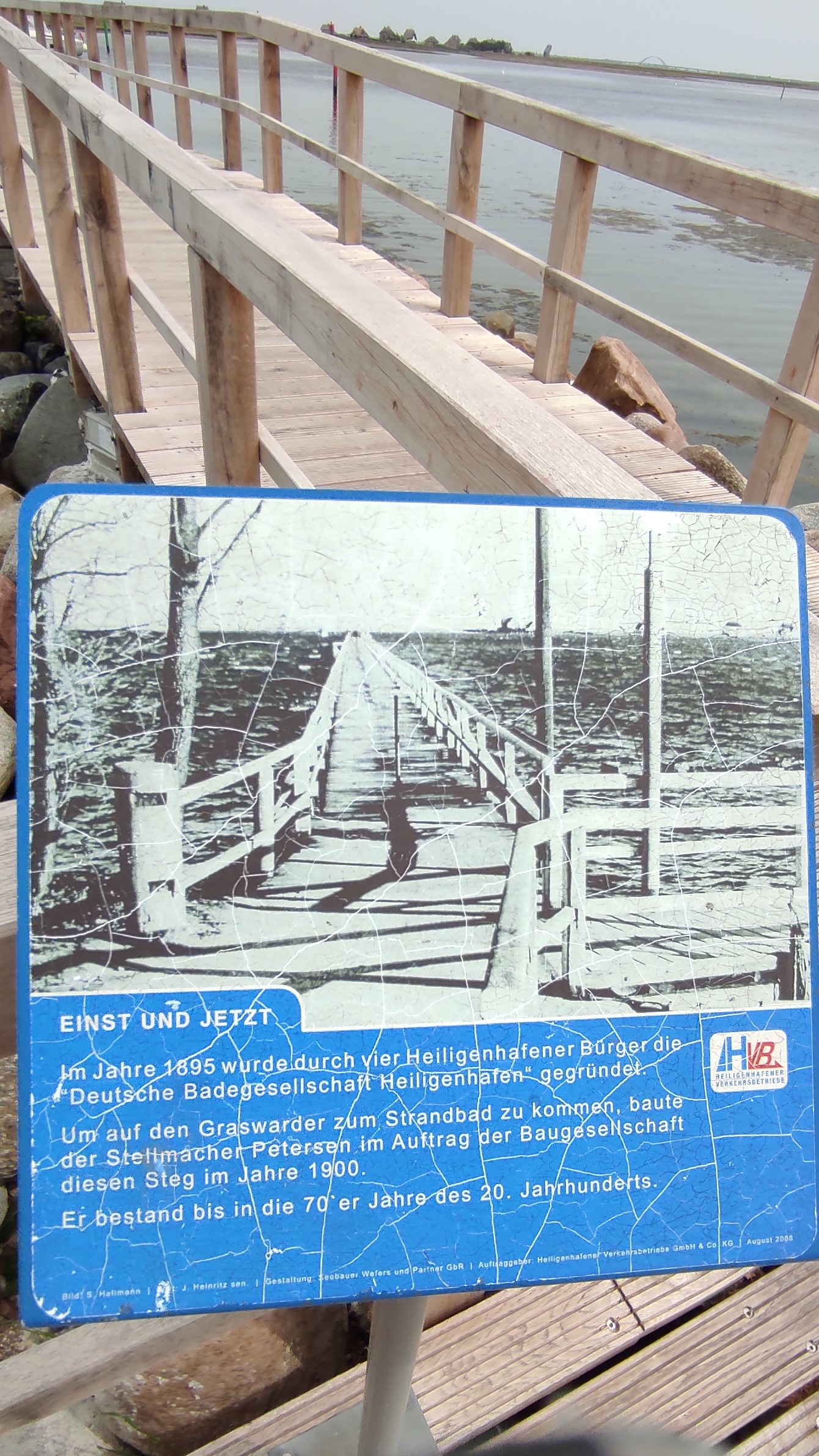
Ehemaliger Steg zum Graswarder
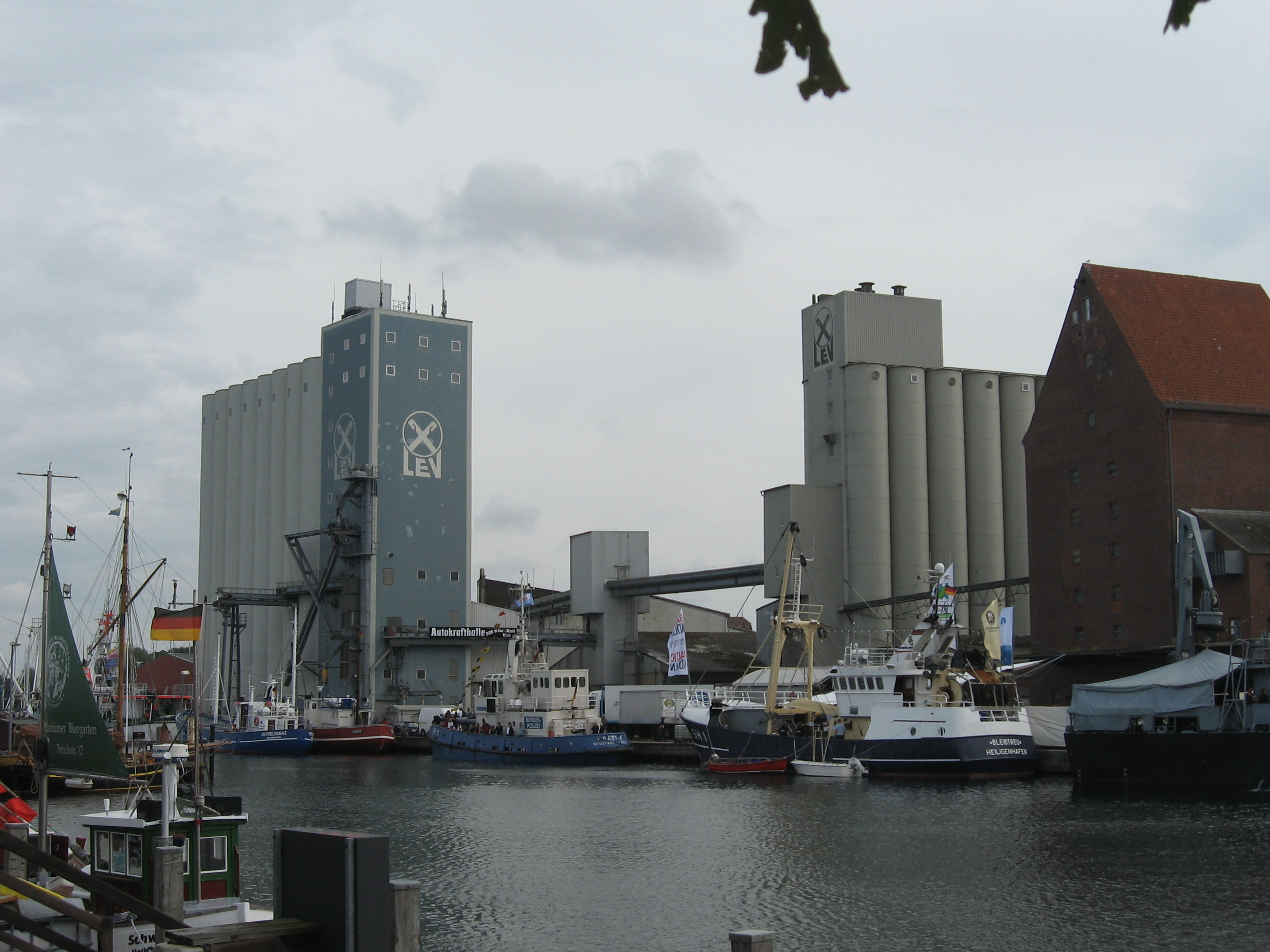
Speicher- und Silogebäude
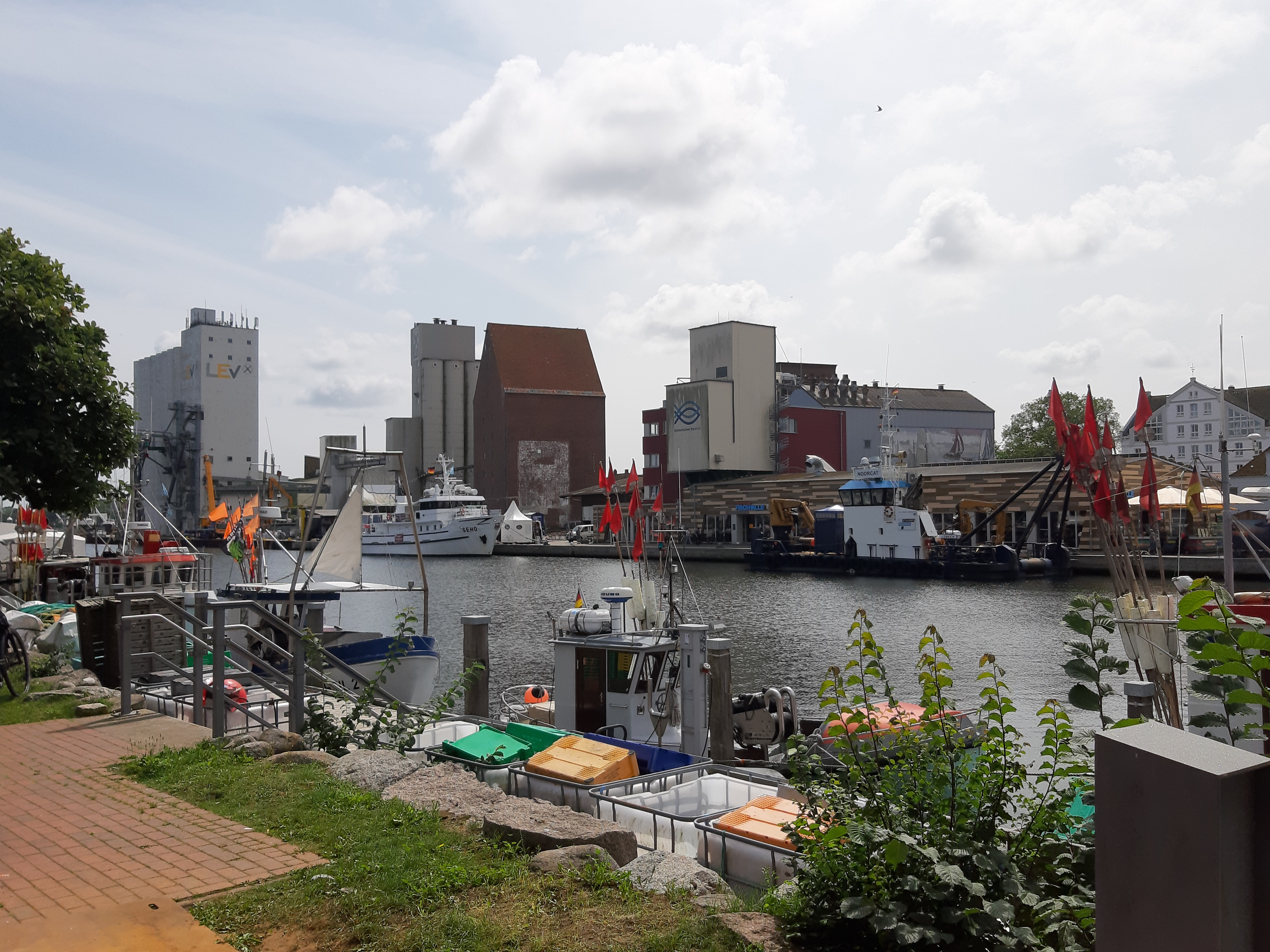
Blick über das Hafenbecken zur südlichen Mole mit Fischhalle und Silos
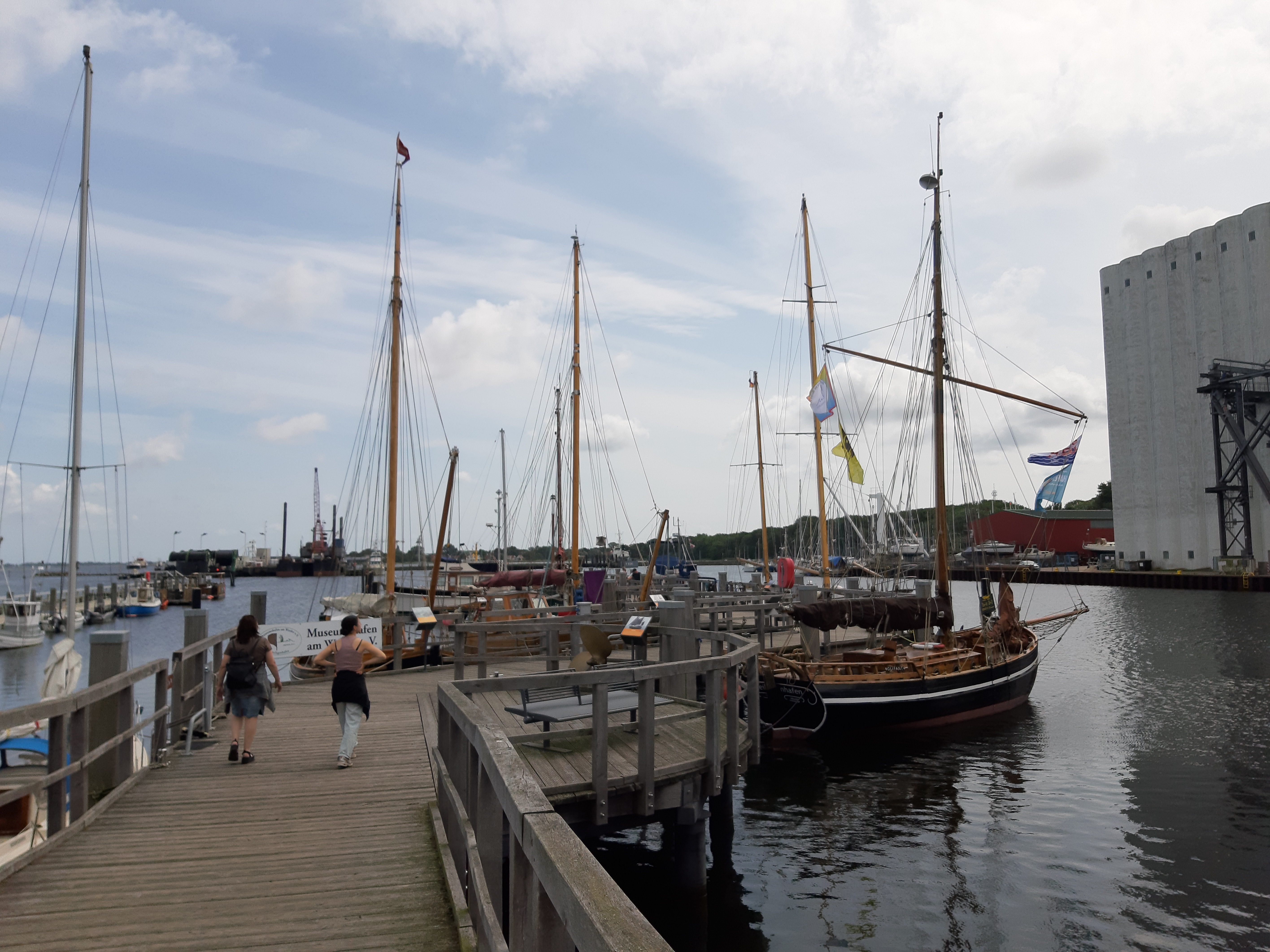
Museumshafen
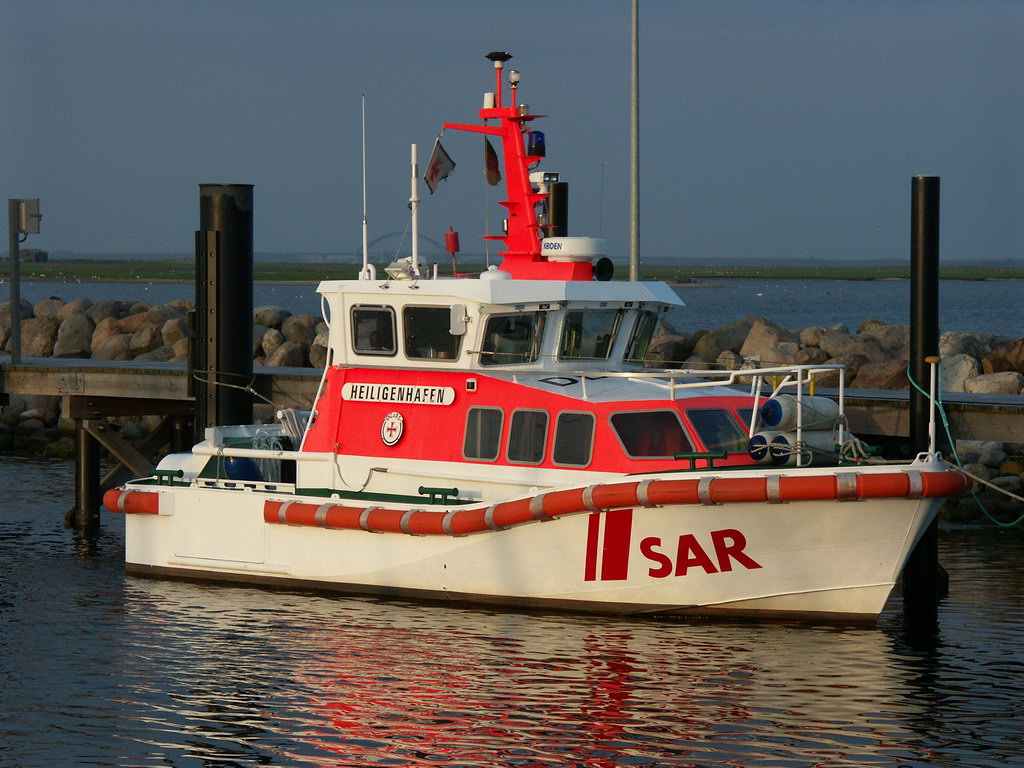
Seenotrettungsboot der DGzRS